# 中国共产党漳州市委员会
中国共产党漳州市委员会，简称中共漳州市委，是中国共产党在中华人民共和国福建省漳州市的领导机关。现任市委书记为王進足，市委副书记为魏東。

## 历任领导

### 市委书记
- 张文良（1985年6月－1989年9月）
- 童万亨（1989年9月－1993年1月）
- 曹德淦（1993年1月－1999年3月）
- 李敏忠（1999年3月－2001年3月）
- 郑立中（2001年4月－2002年5月）
- 袁荣祥（2002年5月－2005年5月）
- 刘可清（2005年6月－2011年2月）
- 陈冬（2011年2月－2013年7月）
- 陈家东（2013年7月－2016年12月）
- 檀云坤（2016年12月－2019年3月）
- 邵玉龙（2019年3月－2021年6月）
- 张国旺（2021年6月－2023年8月）
- 王進足（2023年8月－）

## 现任常委
- 市委常委、市委书记，漳州军分区党委第一书记：王進足(1967年1月)
- 市委常委、市委副书记，市人民政府市长、党组书记：魏東(1970年1月)
- 市委常委、市委副书记、宣传部部长：
- 市委常委、政法委书记：张慧德(1966年1月)
- 市委常委、组织部部长、市委党校校长、谷文昌干部学院第一副院长：季光明(1974年7月)
- 市委常委、纪委书记，市监委主任：陈文聪(1972年1月)
- 市委常委、统战部部长：胡栋良(1972年12月)
- 市委常委，市人民政府常務副市長、黨組副書記: 廖卓文(1970年9月)
- 市委常委、副市长、古雷开发区党工委书记：郑立敏(1976年8月)
- 市委常委、漳州军分区司令员：陈超
- 市委常委、秘书长、市总工会主席、省第十四批援宁工作队领队：张鸿(1977年10月)